# Brava Tour
Brava Tour fue la cuarta gira musical de la cantante argentina Lali, realizada para promocionar su tercer álbum de estudio, Brava. Inició el 23 de agosto de 2018 en la ciudad de Buenos Aires y visitó Asia, Europa, Norteamérica y Sudamérica. Con la gira, la cantante visitó por primera vez Brasil y varias ciudades de Estados Unidos, además contó con la producción de 3musica.
Su recorrido se ha dividido en tres etapas: Sudamérica, Asia y Europa, y Norteamérica, con 35 fechas a lo largo de tres continentes. Después de su final, Brava Tour fue incluido en la lista de los mejores espectáculos de 2018 de Rolling Stone.

## Antecedentes
Tras el lanzamiento de su sencillo «100 grados», en abril de 2018, Espósito anunció que saldría de gira ese mismo año. Mientras continuaba con su gira Lali en vivo, la cual añadió una segunda fecha para el Estadio Luna Park por su alta demanda. Finalmente, las fechas de Argentina, Chile y Uruguay se anunciaron durante la siguiente semanas.
El 23 de agosto de 2019, Lali anunció las fechas de gira estadounidense, la cual incluyó las paradas en San Antonio, la ciudad de Nueva York, Nashville, Chicago, Washingtong, D.C. y Miami. Aunque actuó en Miami con su anterior gira en 2018, esta fue la primera vez que la cantante realizó diversos conciertos en múltiples ciudades de los Estados Unidos.

## Desarrollo
Una vez que se confirmó la gira, Lali y su equipo comenzaron con los preparativos. En una entrevista la artista aseguró: «En el Brava Tour van a ver toda una estética nueva». Asimismo, al comentar sobre el desarrollo, mencionó: «La puesta escena es algo muy importante para mí; no es una pantalla, el playback de la base de la música y salir a cantar». Con el fin de comprometerse por completo y resistir las múltiples coreografías y rutinas de baile, se entrenó con ejercicios de crossfit en el centro de salud Funcional Gym, en Palermo. Así lo mostró a través de su cuenta oficial de Instagram mediante un video que compila los diferentes ejercicios, desde abdominales, sentadillas, y otras actividades.
Para el vestuario, colaboró con su amiga y asesora de imagen Maru Venancio, quien trabajó junto a Romina Lanzillotta y los diseñadores que se encargaron de hacer realidad cada una de las inspiraciones del espectáculo. Para la secuencia más intima y acústica, portó un imponente vestido strapless de corte princesa de la diseñadora Verónica de la Canal y, según la diseñadora, «La idea era crear un vestido romántico para las canciones románticas, pero a su vez que tenga el espíritu sexy y un toque rocker que tanto la identifica». Los diseños más osados y sensuales estuvieron a cargo del diseñador correntino Henrry Cardozo, quien en otras ocasiones ya la había vestido. Para el show, confeccionó especialmente para la apertura una campera de raso y gasa cristal de flecos bordada con piedras, tachas y perlas. Como segundo cambio bajo su firma, Lali brilló con un body de corpiño armado bordado íntegramente con piedras, canutillos y perlas. Los otros diseños durante el concierto incluían vinilos, metalizados, monocromáticos, blanco, negro y los cuadros fueron protagonistas del vestuario realizado especialmente por The Vox. Para el bloque electrónico, a cargo de los diseñadores Justo Ocampo y Bely Guevara, pensaron un traje con mezcla de inspiración deportiva y smoking masculino de paillettes y strass holográfico, con capucha desmontable con un body asimétrico. Otro de los trajes -más jugado y sensual- fue en animal print, una estampa que la cantante suele preferir. Un body combinado de varios prints – leopardo, cebra, reptil –, con dorado, cadenas y hebillas metálicas. El último cambio fue creado por la diseñadora Geraldine Koncar, dueña de la boutique de accesorios Gabriella Capucci.

## Sinopsis

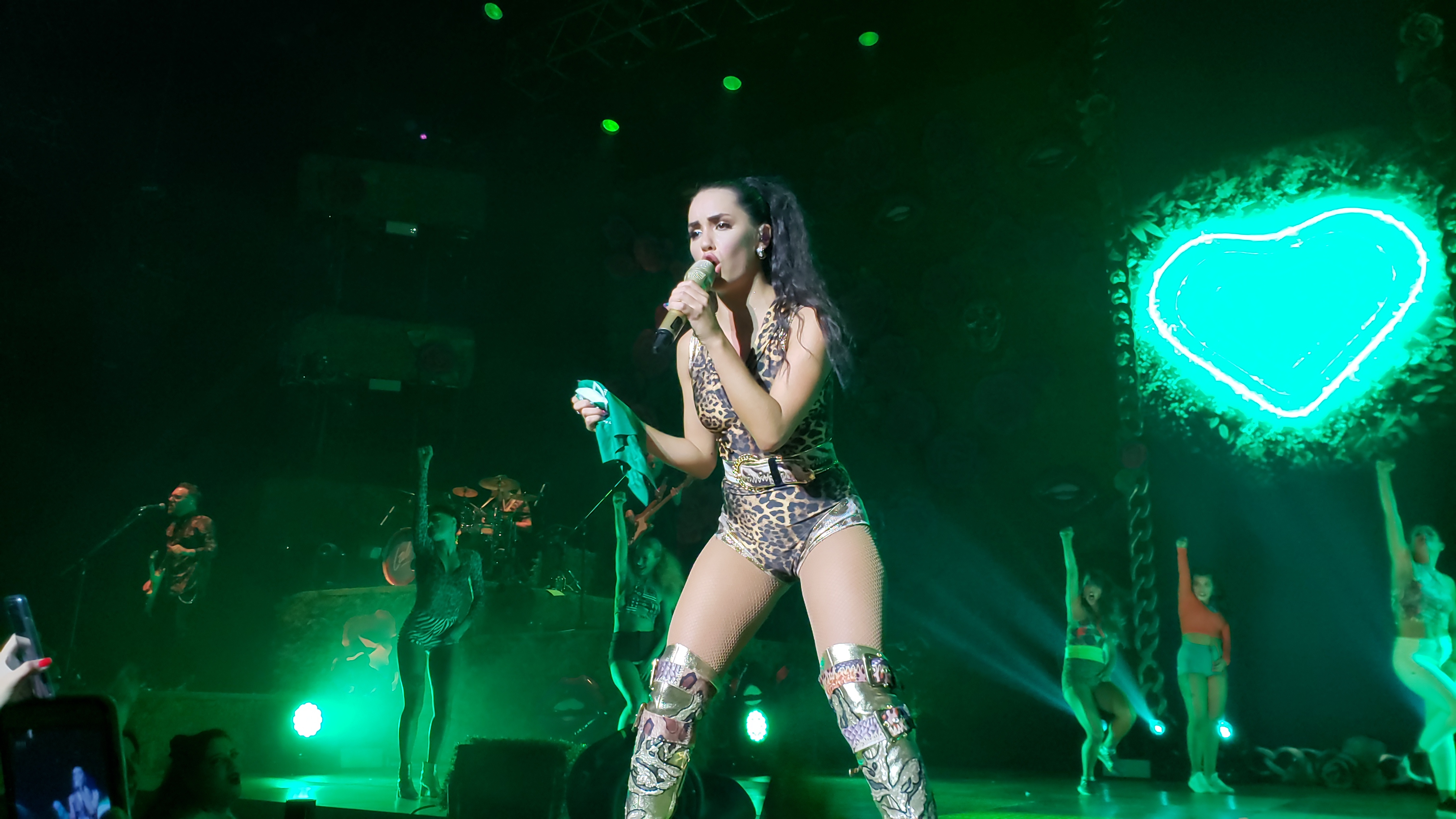
Lali durante el concierto inicial en Estadio Luna Park en Buenos Aires.

El espectáculo comienza cuando se muestra una introducción en video en la enorme pantalla LED vertical. El escenario simula ser un jardín de ocho metros de alto por dieciséis metros de ancho, rodeado de rosas y labios gigantes, representando la estética del disco. Después de que se escucha la frase «Soy brava, babys», Lali aparece en el escenario con un body de lentejuelas doradas y una chaqueta con flecos para interpretar «OMG!». En la primera etapa también incluye «A bailar», «Histeria», «Irresistible» y «Soy». Lali se cambia de ropa para interpretar «Besarte mucho», acompañada de una sensual coreografía. Luego, interpreta «Somos amantes», mientras en la pantalla principal se ven imágenes de sus piernas y su cuerpo. Previo a «Salvaje», ella realiza un sexy número de baile en solitario sobre una plataforma giratoria. Luego de «Sin querer queriendo», interpreta remixes bailables de «Boomerang», «Mil años luz», «Mi religión» y «Asesina», y se retira del escenario.
El ambiente de fiesta se calma cuando Lali reaparece en el escenario con un vestido largo y acompañada de un piano para interpretar «Reina», «Único» y «Vuelve a mi». Los bailarines de respaldo realizan un interludio de baile mientras sus nombres aparecen en la pantalla. Una vez más, Lali vuelve al escenario para interpretar «100 grados». Para «Tu revolución», las luces de la arena se vuelven verdes como símbolo del movimiento a favor del aborto legal en Argentina. Mientras Lali interpreta «Bomba» y «Caliente», el estado de ánimo vuelve a subir. Luego de «Mi última canción» y «Una na», Lali aparece en escena con un vestido largo color champagne para interpretar en acústico sus baladas «Tu sonrisa», mezclando armónica y voz, acompañada de una guitarra, continuando con «Cielo salvador», «Cree en mí» y «Del otro lado».
Cuando el espectáculo parece haber terminado, Lali regresa una vez más para interpretar «Ego», «No estoy sola» y «Amor es presente», vistiendo blusa y falda rosa. Luego de dos horas y media, y habiendo interpretado treinta y un temas, Lali interpreta «Tu novia» mientras cae confeti del techo. Ella desaparece del escenario por última vez y la pantalla grande muestra la palabra "Brava", lo que indica que el espectáculo ha terminado.

## Recepción

### Recepción comercial
Luego del anuncio de la gira, los boletos comenzaron a venderse rápidamente. Lali inició la gira con dos presentaciones agotadas en el Luna Park de Buenos Aires. Asimismo, volvió a repetirse en las ciudades de Córdoba y Rosario.

### Recepción crítica

#### Argentina
Macarena Gómez Miñano de Clarín, en su análisis destacó impacto de la puesta en escena del show junto a la madurez y sensualidad de Lali en el escenario. Pensamientos similares fueron publicados por Tamara Talesnik de La Nación opinó que: «en medio del canto, del baile impecable y de la interpretación, que vuelve a Lali no sólo una cantautora sino una performer completa», y puso fin a la crítica afirmando que «en su construcción como una artista cada vez más completa, Lali no sólo flashea, sino que reafirma su hambre». Franco Marcuzzi de DiarioShow señaló que el aspecto más impactante de la gira fueron las actuaciones sensuales y provocativas y el vestuario, este último comparado a las divas del pop internacional como Beyoncé y Jennifer Lopez.
En diciembre de 2018, la revista Rolling Stone destacó espectáculo realizado en el Luna Park como uno de los mejores shows del año.

#### Asia
Linoy de Staboim, del sitio web israelí Frigo, comentó: «Lali nos demuestra que además de ser una exitosa cantante y actriz ¡Larga carrera, tampoco es mala bailarina!».

## Récord
Luego de sus shows en Israel (Tel Aviv) y en España (Madrid y Barcelona) en el marco de su gira internacional, Lali formó parte del line up del mítico festival Rock in Rio, y se convirtió en la primera artista argentina en presentarse en el evento.

## Controversias
Al igual que toda la carrera de Lali Espósito, la gira no ha estado exenta de críticas. Desde que Lali se proclamó a favor de la interrupción voluntaria del embarazo en Argentina, donde el aborto todavía era ilegal en ese momento, recibió una reacción negativa del movimiento "provida". Durante su Brava Tour, dedicó su canción «Tu revolución» al movimiento por la legalización del aborto, mientras las luces del escenario se vuelven verdes y en las pantallas se muestran corazones verdes, el color del movimiento pro derecho a decidir en Argentina. Por ello, la cantante tuvo que enfrentar la resistencia antiaborto en ciertas ciudades durante la gira. Para el show del 5 de octubre de 2018, en Salta, un grupo de personas planeaba reunirse afuera del predio donde tocaba Lali para protestar contra ella. Sin embargo, el número de personas reunidas fue de unas diez y Lali actuó sin ningún problema. Para el show del 27 de octubre de 2019, en Corrientes, a Lali se le prohibió presentarse en la ciudad luego de reiterados llamados del movimiento provida para protestar y repudiar su show. Aunque la cantante habría recibido amenazas de muerte, su equipo afirmó que el espectáculo fue cancelado por "razones ajenas a la artista y la producción local".
Para el espectáculo del 11 de febrero de 2019, en Neuquén, se realizó una fiesta una petición a través de Change.org en la que le pedían al alcalde de la ciudad que «revisara [la visita de Lali a la ciudad] ya que podría estar incurriendo en una promoción indirecta de la legalización del aborto». Por su parte, Actrices Argentinas, un grupo feminista de actrices argentinas del que forma parte Lali, convocó a todos a asistir al espectáculo y levantar sus pañuelos verdes, que son una muestra del movimiento a favor del aborto legal en Argentina. A pesar de todos los intentos de cancelar su show, Espósito se presentó sin ningún problema ante una audiencia de 160 mil personas. La situación se repitió nuevamente en Cipolletti, Río Negro, donde personas provida intentaron boicotear el espectáculo.

## Repertorio
| Brava Tour |
| --- |
| La siguiente lista de canciones corresponde al concierto realizado el 23 de a agosto de 2018 en Córdoba. No representa todos los espectáculos ofrecidos a lo largo de la gira. |

1. «OMG!»
2. «A bailar»
3. «Histeria»
4. «Irresistible»
5. «Soy»
6. «Besarte mucho»
7. «Somos amantes»
8. «Salvaje»
9. «Sin querer queriendo»
10. «Mi mala (Remix)»
11. «Boomerang»
12. «Mi religión»
13. «Mil años luz»
14. «Asesina»
15. «Reina»
16. «Único»
17. «Vuelve a mí»
18. «100 grados»
19. «Tu revolución»
20. «Bomba»
21. «Caliente»
22. «Mi última canción»
23. «Una na»
24. «Tu sonrisa»
25. «Cielo salvador»
26. «Cree en mí»
27. «Del otro lado»
28. «Ego»
29. «No estoy sola»
30. «Amor es presente»
31. «Tu novia»

Artistas invitados
- Durante el primer concierto en Buenos Aires, Lali interpretó junto al cantante Abraham Mateo la canción «Salvaje».
- Durante los conciertos en Buenos Aires, Lali estuvo acompañada en el escenario por Mau y Ricky interpretando «Sin querer queriendo» y «Mi mala (Remix)».
- Durante los conciertos en Buenos Aires, Pabllo Vittar se unió a Lali en el escenario para interpretar «Caliente». Vittar también interpretó «Problema Seu» solo.[33]

Notas
- A partir del concierto en Lollapalooza Argentina se agregó «Lindo pero bruto» al repertorio de la gira.
- Comenzando con el espectáculo de San Antonio, «Laligera» se agregó a la lista de canciones.

## Fechas
| Fecha                    | Ciudad           | País           | Lugar                             | Asistencia      |
| Sudamérica               | Sudamérica       | Sudamérica     | Sudamérica                        | Sudamérica      |
| ------------------------ | ---------------- | -------------- | --------------------------------- | --------------- |
| 23 de agosto de 2018     | Buenos Aires     | Argentina      | Estadio Luna Park                 | 11 290 / 11 290 |
| 24 de agosto de 2018     | Buenos Aires     | Argentina      | Estadio Luna Park                 | 11 290 / 11 290 |
| 31 de agosto de 2018     | Córdoba          | Argentina      | Quality Espacio                   | 1 200 / 1 200   |
| 1 de septiembre de 2018  | Rosario          | Argentina      | Teatro El Círculo                 | 1 500 / 1 500   |
| 8 de septiembre de 2018  | Santa Fe         | Argentina      | Teatro ATE Casa España            | —               |
| 9 de septiembre de 2018  | Rafaela          | Argentina      | Teatro Manuel Belgrano            | —               |
| 13 de septiembre de 2018 | San Juan         | Argentina      | Teatro Sarmiento                  | 850 / 800       |
| 15 de septiembre de 2018 | Mendoza          | Argentina      | Teatro Plaza                      | —               |
| 30 de septiembre de 2018 | Hurlingham       | Argentina      | Predio Municipalidad              | 40 000          |
| 5 de octubre de 2018     | Salta            | Argentina      | Teatro Provincial                 | —               |
| 6 de octubre de 2018     | Tucumán          | Argentina      | Teatro Mercedes Sosa              | —               |
| 13 de octubre de 2018    | Mar del Plata    | Argentina      | Teatro Radio City                 | —               |
| 19 de octubre de 2018    | Santiago         | Chile          | Teatro Teletón                    | —               |
| 17 de noviembre de 2018  | Montevideo       | Uruguay        | Teatro de Verano                  | 4 235 / 4 235   |
| 25 de noviembre de 2018  | La Plata         | Argentina      | Plaza Moreno                      | 120 000         |
| 16 de diciembre de 2018  | Río Gallegos     | Argentina      | Polideportivo Boxing Club         | Festival        |
| 10 de enero de 2019      | Los Antiguos     | Argentina      | Lago General Carrera              | Festival        |
| 14 de enero de 2019      | Mar del Plata    | Argentina      | Parque Camet                      | 55 000          |
| 17 de enero de 2019      | Pinamar          | Argentina      | Auditorio Playa                   | 25 000          |
| 26 de enero de 2019      | Andalgalá        | Argentina      | Predio del Festival               | Festival        |
| 27 de enero de 2019      | Albardón         | Argentina      | Parque Latinoamericano            | Festival        |
| 6 de febrero de 2019     | Mar del Plata    | Argentina      | Teatro Radio City                 | —               |
| 11 de febrero de 2019    | Neuquén          | Argentina      | Paseo de la Costa                 | 160 000         |
| 9 de marzo de 2019       | Cipolletti       | Argentina      | Predio del Festival               | 14 000          |
| 31 de marzo de 2019      | Buenos Aires     | Argentina      | Hipódromo de San Isidro           | Festival        |
| 20 de abril de 2019      | Bahía Blanca     | Argentina      | Puerto Ingeniero White            | Festival        |
| Asia                     |                  |                |                                   |                 |
| 18 de septiembre de 2019 | Tel Aviv         | Israel         | Auditorio Charles Bronfman        | —               |
| Europa                   |                  |                |                                   |                 |
| 20 de septiembre de 2019 | Barcelona        | España         | Sala Bikini                       | —               |
| 21 de septiembre de 2019 | Madrid           | España         | Cool Stage                        | —               |
| Sudamérica               |                  |                |                                   |                 |
| 29 de septiembre de 2019 | Río de Janeiro   | Brasil         | Parque Olímpico de Río de Janeiro | Festival        |
| Norteamérica             |                  |                |                                   |                 |
| 26 de octubre de 2019    | San Antonio      | Estados Unidos | Wolff Stadium                     | Festival        |
| 30 de octubre de 2019    | Nueva York       | Estados Unidos | Poisson Rouge                     | —               |
| 1 de noviembre de 2019   | Nashville        | Estados Unidos | The Cowan                         | —               |
| 3 de noviembre de 2019   | Chicago          | Estados Unidos | Mansion                           | —               |
| 5 de noviembre de 2019   | Washington D. C. | Estados Unidos | Howard Theatre                    | —               |

### Cancelados o reprogramados
| Fecha                   | Ciudad     | País           | Lugar                     | Motivo |
| ----------------------- | ---------- | -------------- | ------------------------- | --- |
| 27 de octubre de 2018   | Corrientes | Argentina      | Estadio José Jorge Contte | Lali fue vetada por las autoridades locales por su postura de apoyo a la ley de interrupción voluntaria del embarazo en Argentina. |
| 10 de noviembre de 2019 | Miami      | Estados Unidos | South Beach               | Festival cancelado por "circunstancias imprevistas".                                                                               |

## Créditos y personal
| Banda - Voz principal y armónica - Lali Espósito - Coros - Antonella Guinta - Batería - Luis Burgio - Guitarra - Peter Akselrad - Bajo - Alan Ballan - Teclados - Nano Novello - Ingeniero de Sonido - Andrés Breuer | Coreógrafos y artistas intérpretes o ejecutantes - Coreógrafa y bailarina- Denise De la Roche - Bailarinas - Magdalena del Río, Violeta Rallis, Maia Roldán, Julieta Failace, Rosario Asencio y Martina Santamaría Departamento de vestuario - Vestuario y maquillaje - Marina Venancio - Asistente de vestuario - Romina Lanzillotta - Diseño de vestuario - Verónica de la Canal, Henrry Cardozo, Marcelo Morera, Justo Ocampo, Bely Guevara y Geraldine Koncar |

Referencia: